# Margarida Blasco
Maria Margarida Blasco Martins Augusto, née le 25 juillet 1956 à Castelo Branco, est une juge et femme politique portugaise.
Elle est ministre de l'Administration intérieure entre 2024, dans le XXIVe gouvernement constitutionnel, dirigé par Luís Montenegro, et 2025.

## Biographie
Entre 1987 et 1991, elle est cheffe de cabinet du secrétaire d'État adjoint auprès du ministre de la Justice.
Elle est directrice générale du Service d'information de sécurité, première femme à occuper ce poste, entre 2004 et 2005 et inspectrice générale de l'administration interne (IGAI) entre 2012 et 2019,,. Entre 2019 et 2021, elle est membre de la Cour suprême de justice, prenant sa retraite en 2021. 